# Ichirō Abe
Ichirō Abe (安部 一郎, Abe Ichirō), né le 12 novembre 1922 dans la préfecture d'Akita et mort le 27 février 2022 à Tokyo
, est un judoka japonais, l'un des plus célèbres enseignants de judo (10e dan) du Kōdōkan.

## Biographie
Ichirō Abe découvre le judo vers l’âge de 12 ans au collège de la petite ville de Shirotori  et commence réellement en 1937 au lycée Minomachi puis au lycée de Maebashi dans la préfecture de Gunima avec Mr Sato 5e dan comme professeur. 
Il progresse rapidement et le 17 août 1938, alors âgé de 15 ans, il devient ceinture noire 1er DAN.
En 1951, au cours d'une campagne visant la promotion du Judo Kōdōkan en Europe, Ichiro Abe s'établit d'abord à Toulouse en France. Il a 29 ans et est 6e dan du Kodokan.
Envoyé officiel du Kōdōkan il est conseiller technique au Shudokan de Robert Lasserre à Toulouse.
En 1956, il devient la référence de l'Union Fédérale Française d'Amateurs de Judo Kōdōkan. Le premier championnat de cette organisation a été organisé la même année.
Le 20 novembre 1957, alors âgé de 35 ans, il accède au rang de 7ème DAN.
Ichirō Abe est l'un des pères d'une école du judo en France.
Ichirō Abe est resté deux ans en France. Il l'a quittée pour la Belgique et, de là, a diffusé le judo par des stages dans la plupart des pays d’Europe. Ichirō Abe a été entraîneur national de l'équipe de judo de Belgique.
Transmettre le judo de Kano :
« J’ai adoré enseigner aux Français. Il y avait un esprit très fort de découverte, une grande envie de pratiquer le judo et un grand respect. Les gens étaient d’une grande gentillesse à mon égard et surtout ils travaillaient de toutes leurs forces. J’étais surpris aussi de découvrir une telle profondeur de compréhension, notamment des principes éducatifs mis en lumière par Kano. Ce que l’on me demandait d’expliquer et de transmettre, c’était le judo de Kano. Et le judo, ce n’est pas seulement la technique, c’est une voie sur laquelle un homme peut progresser ».
Il renforça en France le rayonnement du Judo Kodokan autour de professeurs et judokas réputés comme Pierre Roussel (ceinture noire n° 45), Jacques Belaud (c. n. n° 42), Luc Levannier (c. n. n° 36) ou encore Guy Pelletier (c. n. n° 7),,.
Ichirō Abe a été président international de la fédération de judo du Japon. Il est responsable en chef de promotions au Kôdôkan et également chef de la Division internationale.
Il est promu au Kōdōkan 10e dan le 8 janvier 2006 à l'âge de 83 ans,.